# Holafly
Holafly es una empresa que ofrece servicios de conexión a Internet móvil a turistas y viajeros internacionales. Su producto principal es la eSIM internacional. Fue fundada en España por Pedro Maiquez y Lidia Hu.

## Historia y evolución
La startup Holafly surge como una alternativa a los servicios de itinerancia de datos. En sus inicios ofreció tarjetas SIM locales e internacionales para los viajeros residentes de España.
En el 2019 Holafly se unió a Lanzadera, un programa de aceleración para emprendimientos españoles. Llegando al programa con un equipo de 3 personas y un modelo de negocio por trabajar. Durante 10 meses trabajaron en conjunto logrando multiplicar sus ingresos y consolidando un equipo de más de 15 personas. 
A finales de ese mismo año Holafly lanzó un nuevo producto, las eSIM, lo que le permitió expandir su negocio y abrirse al mercado internacional y comenzar a formar un equipo multicultural. 

## Estrategia de crecimiento de Holafly
Uno de los pilares fundamentales en la estrategia de crecimiento de Holafly ha sido su fuerte apuesta por la publicidad en redes sociales y la colaboración con influencers de viajes. Desde sus inicios, la marca ha sabido posicionarse en Instagram, TikTok y YouTube como una alternativa moderna y fácil para tener internet en el extranjero, utilizando un lenguaje cercano y visualmente atractivo.
Lo interesante es que no solo colaboran con grandes figuras del mundo digital, como Khaby Lame, el creador de contenido más seguido de TikTok, sino que también trabajan con una gran red de microinfluencers y creadores especializados en viajes, nómadas digitales y mochileros. Esta combinación les permite llegar tanto a audiencias masivas como a comunidades muy segmentadas que confían en las recomendaciones de creadores más pequeños.
Su sistema de afiliación está potenciado por una estrategia basada en códigos de descuento personalizados, que los propios influencers promocionan entre su audiencia. De este modo, los seguidores pueden beneficiarse de un ahorro directo en sus compras, mientras que el creador recibe una comisión por cada venta generada con su código. Esta dinámica ha resultado muy efectiva, ya que combina el incentivo económico con la confianza que generan las recomendaciones personales.
Gracias a esta estrategia de marketing descentralizado y digital, Holafly ha logrado posicionarse como una de las marcas líderes en el sector de las eSIM para viajeros, con una presencia cada vez mayor en diferentes mercados internacionales.

## Productos ofrecidos
Holafly se especializa en ofrecer eSIMs para viajeros, una solución digital que permite conectarse a internet sin necesidad de insertar una tarjeta física en el móvil. Actualmente, cuentan con cobertura en más de 160 destinos y su producto estrella son las eSIM con datos ilimitados, disponibles para la mayoría de países del mundo. Estas tarjetas virtuales son muy populares ya que permiten navegar sin preocuparse por el consumo de datos, evitando así los altos costes del roaming.
Además, Holafly ha lanzado recientemente Holafly Connect, un servicio pensado para los viajeros más frecuentes o nómadas digitales. Se trata de una tarifa mensual de internet ilimitado en todo el mundo, que permite estar siempre conectado sin tener que comprar una nueva eSIM para cada destino. Es una opción innovadora dentro del sector, ya que combina la flexibilidad de una eSIM con la comodidad de un plan recurrente global.
Ambos productos están pensados para facilitar la vida a los viajeros modernos: no es necesario cambiar de número, el proceso de instalación es rápido (mediante un código QR) y el soporte al cliente está disponible en varios idiomas. 